# دایملر موتورن گسلشافت

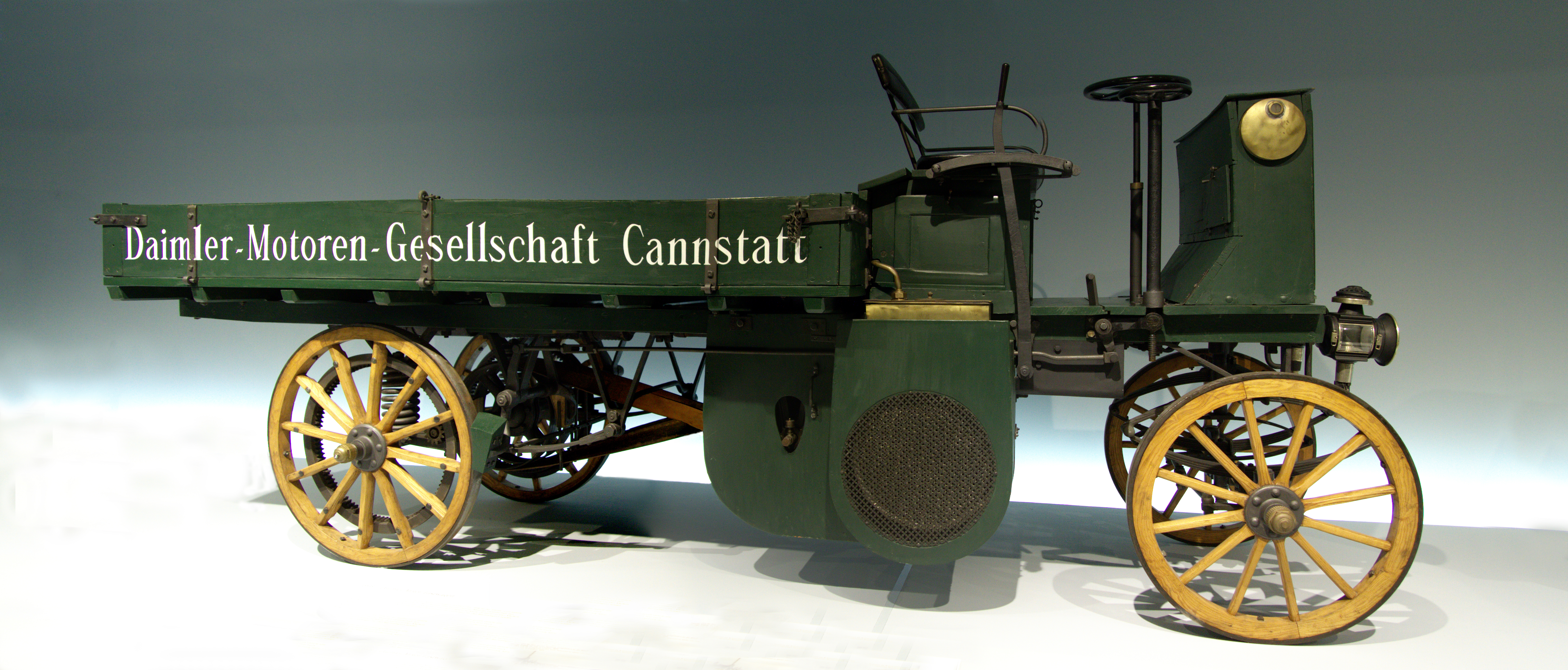
نخستین خودرو ساخته شده توسط دایملر-موتورن، در سال ۱۸۹۶

دایملِر-موتورِن-گِسِلشافت (به آلمانی: Daimler-Motoren-Gesellschaft) به‌اختصار دِ-اِم-گِ شرکت خودروسازی آلمانی بود، که در سال ۱۸۹۰ توسط گوتلیب دایملر و ویلهلم مایباخ تأسیس شد. این شرکت برای نخستین بار از موتورهای چهارزمانه و کاربراتور در خودروهای خود استفاده نمود.
در سال ۱۹۰۰ دایملر درگذشت و مایباخ کنترل شرکت را در دست گرفت. در ۱۹۰۲ در پی انعقاد قراردادی میان مایباخ و امیل یلنیک شرکت دایملر-موتورن-گزلشافت، اقدام به راه‌اندازی خط تولید مرسدس نمود.
در سال ۱۹۲۶ در پی ادغام شرکت‌های دی‌ام‌جی و بنز اند سی، دایملر-بنز تأسیس شد، که حاصل آن راه‌اندازی برند مرسدس بنز بود. شرکت دایملر-بنز در سال ۱۹۹۸ با کرایسلر ادغام گردید و شرکت جدید دایملرکرایسلر نامیده شد. این شرکت در سال ۲۰۰۷ در پی خریداری کرایسلر توسط شرکت مدیریت سرمایه سربروس، نام آن به دایملر آ گ تغییر پیدا کرد.